# 韦芝
韦芝（？—746年），京兆万年人。唐朝官员，宗正卿韦元珪（韋雲起的弟弟度支郎中韦雲平之孙）的儿子，刑部尚書、韋城縣男韋堅的弟弟。
韦芝官至兵部員外郎。天宝五年（746年），李林甫陷害韋堅、皇甫惟明谋反。七月，韦坚流放到岭南临封郡，韦坚弟弟将作少匠韋蘭、鄠县令韦冰、兵部员外郎韦芝、韦坚的儿子河南府户曹韦谅全部远贬。十月，派监察御史罗希奭将他们全部追上杀害，在黔中殺皇甫惟明，惟韦坚妻被赦免。牵连十餘人，倉部員外郎鄭章、右補闕內供奉鄭欽說、監察御史豆盧友、監察御史楊惠、嗣薛王李琄全都免官被流放。

## 資料來源
- 《旧唐书》韋堅传
- 《新唐书》韋堅传